# Cantuaria dendyi
Cantuaria dendyi là một loài nhện trong họ Idiopidae.
Loài này thuộc chi Cantuaria. Cantuaria dendyi được Henry Roughton Hogg miêu tả năm 1901.